# Bart Stevens
Bart Stevens (* 29. Januar 1998 in Waalwijk) ist ein niederländischer Tennisspieler.

## Karriere
Stevens spielte bis 2016 auf der ITF Junior Tour. Dort konnte er mit Rang 105 seine höchste Notierung in der Jugend-Rangliste erreichen. Seine einzige Teilnahme bei einem Grand-Slam-Turnier war 2016 bei den Australian Open, als er in der ersten Runde ausschied.
Bei den Profis spielte Stevens ab 2016 auf der drittklassigen ITF Future Tour. Im Einzel zog er einmal in ein Viertelfinale ein, im Doppel stand er erstmals im Finale. 2017 stieg er in Doppel-Weltrangliste in die Top 1000 ein, nachdem er sein zweites Finale erreichte. 2018 stand Stevens fünfmal in Future-Finals und gewann seine ersten zwei Titel. Im Einzel erreichte er 2019 seinen Karrierebestwert von Platz 736, nachdem er zweimal ins Halbfinale eingezogen war. Im Doppel zeigte er bessere Leistungen und gewann sechs Futures. Er schloss das Jahr im Doppel mit Platz 459 am bis dato höchsten ab. Fortan konzentrierte sich Stevens auch vermehrt auf das Doppel. 2020 kam ein weiterer, 2021 drei weitere Future-Titel dazu. Zusätzlich konnte er aber durch sein verbessertes Ranking auch erstmals an Turnieren der ATP Challenger Tour teilnehmen, die höher dotiert sind. Sein erstes spielte er im Juni 2021 in Forlì. In Meerbusch erreichte er mit Jesper de Jong erstmals das Halbfinale, ehe er in Rennes mit Tim van Rijthoven den ersten Challenger-Titel gewann. In der Folgewoche kam er mit de Jong in Braga erneut bis ins Endspiel. Drei Halbfinals und der zweite Challengertitel mit de Jong in Guayaquil rundeten das Jahr für Stevens ab. Er stand kurz vor dem Einzug in die Top 200 der Welt.
Nach einem weiteren Halbfinale in Santiago gewann er in Santa Cruz seinen dritten Challenger und stieg in der Weltrangliste weiter bis auf Platz 180 des Doppels.

## Erfolge
| Legende (Anzahl der Siege) |
| Grand Slam                 |
| ATP Finals                 |
| ATP Tour Masters 1000      |
| ATP Tour 500               |
| ATP Tour 250               |
| ATP Challenger Tour (12)   |

### Doppel

#### Turniersiege
| Nr. | Datum              | Turnier      | Belag         | Partner                | Finalgegner                                     | Ergebnis          |
| --- | ------------------ | ------------ | ------------- | ---------------------- | ----------------------------------------------- | ----------------- |
| 1.  | 18. September 2021 | Rennes       | Hartplatz (i) | Tim van Rijthoven      | Marek Gengel Tomáš Macháč                       | 6:72, 7:5, [10:3] |
| 2.  | 6. November 2021   | Guayaquil    | Sand          | Jesper de Jong         | Diego Hidalgo Cristian Rodríguez                | 7:5, 6:2          |
| 3.  | 26. März 2022      | Santa Cruz   | Sand          | Jesper de Jong         | Nicolás Barrientos Miguel Ángel Reyes Varela    | 6:4, 3:6, [10:6]  |
| 4.  | 30. April 2022     | Rom          | Sand          | Jesper de Jong         | Sadio Doumbia Fabien Reboul                     | 3:6, 7:5, [10:8]  |
| 5.  | 18. Februar 2023   | Manama       | Hartplatz     | Patrik Niklas-Salminen | Ruben Gonzales Fernando Romboli                 | 6:3, 6:4          |
| 6.  | 18. November 2023  | Danderyd     | Hartplatz (i) | Julian Cash            | Jeevan Nedunchezhiyan N. Vijay Sundar Prashanth | 6:77, 6:4, [10:7] |
| 7.  | 13. April 2024     | Split        | Sand          | Jonathan Eysseric      | Filip Bergevi Mick Veldheer                     | 0:6, 6:4, [10:8]  |
| 8.  | 3. August 2024     | Lüdenscheid  | Sand          | David Pel              | Matwé Middelkoop Denys Moltschanow              | 6:4, 2:6, [10:8]  |
| 9.  | 16. November 2024  | Kōbe         | Hartplatz     | Vasil Kirkov           | Kaichi Uchida Takeru Yuzuki                     | 7:67, 7:5         |
| 10. | 10. Mai 2025       | Wuxi         | Hartplatz     | Vasil Kirkov           | Ray Ho Matthew Romios                           | 3:6, 7:5, [10:6]  |
| 11. | 9. Juni 2025       | Heilbronn    | Sand          | Vasil Kirkov           | Jakob Schnaitter Mark Wallner                   | 7:65, 4:6, [10:7] |
| 12. | 12. Juli 2025      | Braunschweig | Sand          | Vasil Kirkov           | Alexander Merino Christoph Negritu              | 6:2, 6:3          |

#### Finalteilnahmen
| Nr. | Datum           | Turnier     | Belag         | Partner           | Finalgegner                         | Ergebnis          |
| --- | --------------- | ----------- | ------------- | ----------------- | ----------------------------------- | ----------------- |
| 1.  | 2. Februar 2025 | Montpellier | Hartplatz (i) | Tallon Griekspoor | Robin Haase Botic van de Zandschulp | 7:69, 3:6, [5:10] |